# Stavrós (ort i Grekland, Thessalien)
Stavrós är en ort i Grekland.   Den ligger i prefekturen Nomós Kardhítsas och regionen Thessalien, i den centrala delen av landet, 210 km nordväst om huvudstaden Aten. Stavrós ligger 103 meter över havet och antalet invånare är 954.
Terrängen runt Stavrós är platt.Runt Stavrós är det ganska glesbefolkat, med 40 invånare per kvadratkilometer. Närmaste större samhälle är Karditsa, 4,3 km väster om Stavrós. Trakten runt Stavrós består till största delen av jordbruksmark.